# برسون‌لو (گران‌بوی)
برسون‌لو (به لاتین: Borsunlu) یک منطقه مسکونی در جمهوری آذربایجان است که در شهرستان گران‌بوی واقع شده است. برسون‌لو ۳۳۴۸ نفر جمعیت دارد.